# Sirop d'agave

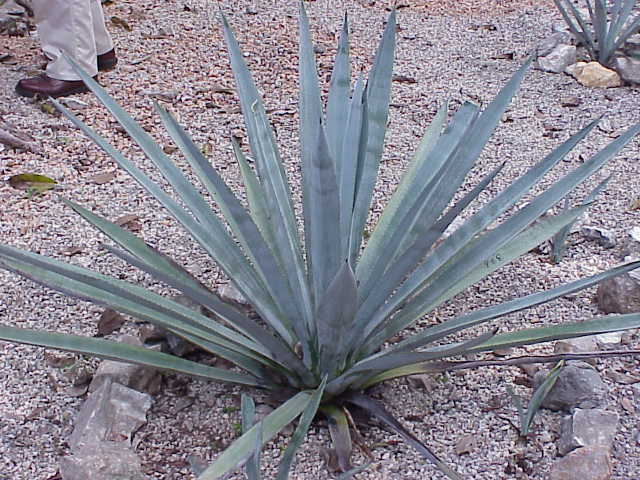
Agave bleue (Agave tequilana)

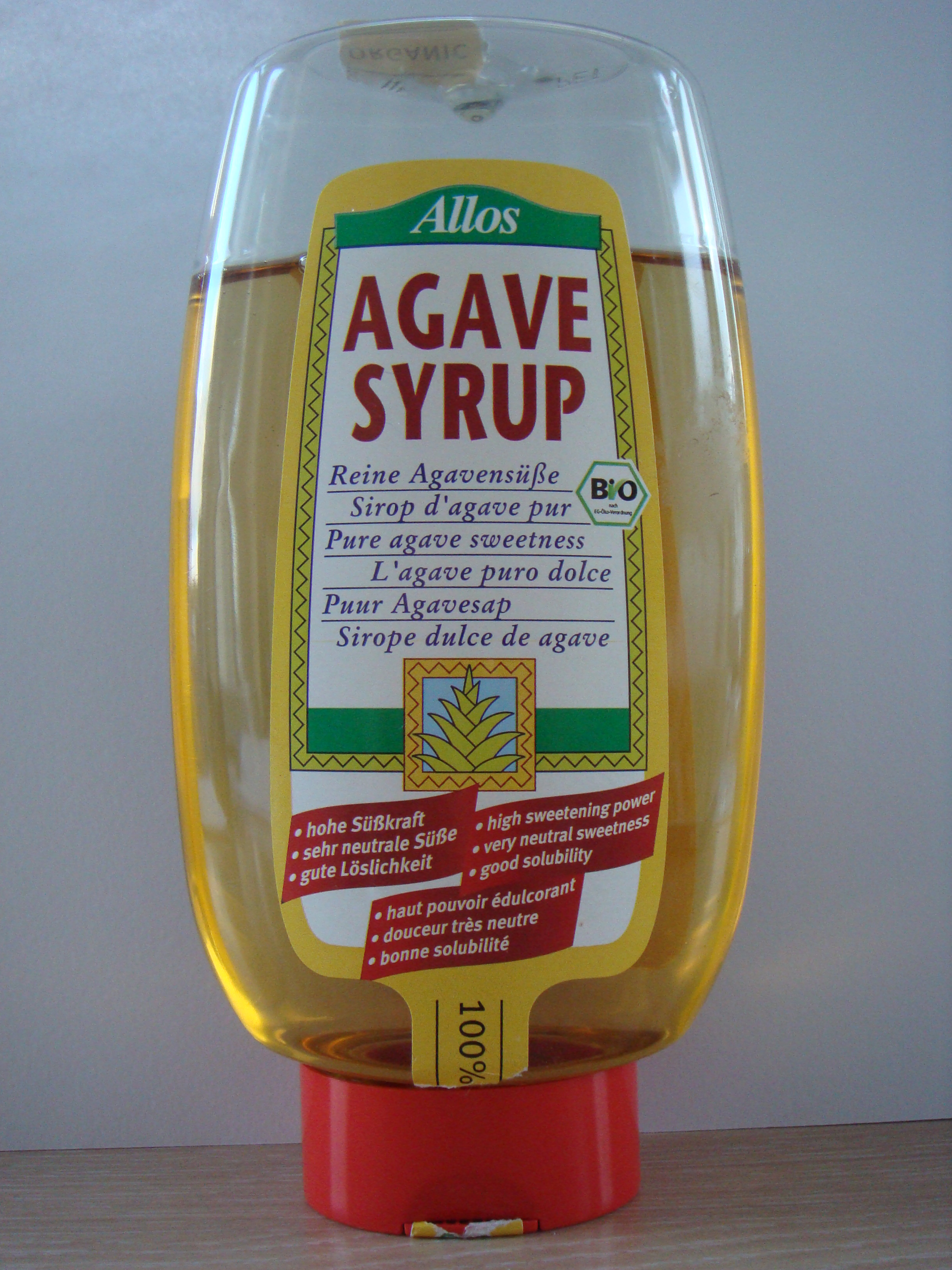
Sirop d'agave en bouteille.

Le sirop d'agave (également appelé « nectar » d'agave ou aguamiel) est un édulcorant produit à partir de plusieurs espèces d'agaves dont Agave tequilana (également appelé « agave bleue » ou « agave à tequila »). Le sirop d'agave est moins visqueux que le miel et son goût est plus doux. La plupart du sirop d'agave vient du Mexique et d'Afrique du Sud.

## Production
Le sirop d'agave est produit dans les États mexicains de Jalisco, Michoacán, Guanajuato et Tamaulipas, selon les lois mexicaines relatives au certificat d'origine, bien que la plupart soit produit dans l'État de Jalisco.
Pour produire le nectar d'agave, le jus est extrait du cœur de l'agave, appelée piña lorsque la plante a entre 7 et 10 ans. Le jus est filtré, puis chauffé, pour hydrolyser les glucides en sucres. Le principal glucide est un fructane (polymères de fructose), une fibre alimentaire appelé inuline. Le jus filtré, hydrolysé est concentré en un sirop liquide un peu plus fluide que le miel et variant en couleur du clair au foncé en fonction du degré de transformation. Le sirop contient naturellement du fer, du calcium, du potassium et du magnésium.
L’hydrolyse de l'inuline peut se faire soit à l'aide d'acide soit par l'action d'enzyme. Un brevet est déposé aux États-Unis pour un processus qui utilise des enzymes pour hydrolyser les extraits d'agave en sirop de fructose, en utilisant une enzyme dérivée d’Aspergillus niger (la moisissure noire).
En France, il est commercialisé principalement dans les magasins spécialisés dans la vente de produits issus de l'agriculture biologique mais se trouve de plus en plus dans la grande distribution.

## Composition
Le sirop d'agave contient en moyenne 75 % de glucides . La composition de ces glucides est variable selon l'espèce et la maturité des agaves utilisées. Ils sont composés principalement de sucres simples : fructose (majoritairement), glucose, saccharose, mannitol et inositol. À titre d'exemple, sur une étude comparative de 19 sirops d'agave en provenance du Mexique, la teneur en fructose varie de 71 à 92 % sur l'ensemble des sucres présents.
En raison de sa teneur importante en fructose, le sirop d'agave aurait un faible indice glycémique (2 fois plus faible que certains miels et trois fois plus faible que le sucre blanc) tout en ayant un haut pouvoir sucrant.

## Utilisations culinaires
Le sirop d'agave, étant issu d'une plante, peut remplacer le miel dans un régime végétalien.
Le sirop d'agave peut s'utiliser dans de nombreuses préparations et pâtisseries comme les gâteaux au chocolat, madeleines, clafoutis, tartes, cupcakes et autres, en leur apportant une saveur sucrée. Il peut également faire office de garniture pour les crêpes et les pancakes. Enfin, on peut aussi associer le sirop d'agave aux compotes, coulis ou encore aux salades de fruits.

## Propriétés et autres utilisations
Le sirop d’agave (combiné parfois avec du sel marin) était largement utilisé par les Aztèques pour le traitement des plaies. La source d'information la plus authentique sur la médecine aztèque étant celle recueillie par le moine franciscain Bernardino de Sahagún entre 1547 et 1585 : le Codex de Florence. Les informations proviennent de différents autochtones dont il a enregistré les réponses en nahuatl. L’image ainsi que l’exemple suivant en sont extraits :

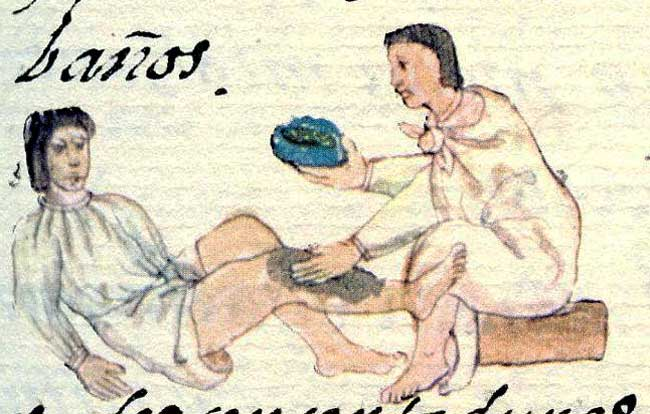
Traitement d'une plaie, Livre X, Codex de Florence

La feuille d'agave pulpeuse est pilée avec une pierre, moulue, cuite, parfois mise au feu. Le jus du petit agave, lorsqu'il est encore tendre, est ensuite pressé lorsqu'il a cuit, ou il est bouilli dans une olla bien cuite; on y mélange du sel. Avec lui, on guérit celui qui est blessé à la tête, ou quelqu'un qui est coupé quelque part, ou qu'on a poignardé. Il est placé là où la tête est blessée ou là où il est coupé…  

(Livre XI, page 179 du Codex de Florence)
Le sirop d’agave chaud était alors appliqué sur une plaie préalablement nettoyée. De nombreuses sources attestent alors de la capacité du sirop d’agave de traiter les plaies,,, dont l’étude principale en médecine demeure celle de Judith. R. Davidson et Bernard R. Ortiz de Montellano en 1982. Dans cette étude, ils ont démontré les propriétés pharmacologiques et biologiques du sirop d’agave (inhibition de la croissance bactérienne).
Des études plus récentes ont alors démontré d'autres propriétés du sirop d’agave. Il possède des capacités antioxydantes comme la plupart des autres sucres et il possède des propriétés anti inflammatoires,. Dans une étude de 2014 sur des rats, le sirop d'agave a entraîné une prise de poids et de graisse plus faible que le sucre classique, sans effet sur le taux de cholestérol ou de triglycérides.
D'un autre côté, le sirop d'agave est un mélange de sucres (fructose et glucose) et ne reste pas sans danger pour un diabétique. Le fructose étant hypertriglycéridémiant et pourrait contribuer en cas de consommation excessive à une prise de poids et au syndrome métabolique. En cas de surconsommation, ses effets secondaires sont des douleurs abdominales et des diarrhées.

## Controverse
Le sirop d'agave est souvent présenté comme un édulcorant sain grâce à son faible indice glycémique. Ceci est vrai puisqu'il contient moins de glucose mais il demeure néanmoins très riche en fructose. Ainsi, une consommation excessive de sirop d'agave entraine une consommation importante de fructose. Les risques potentiels sont alors une résistance à l'insuline ,, une augmentation du risque de maladie cardiovasculaire , une augmentation du développement de la Stéatose hépatique non alcoolique (NASH), une perturbation du métabolisme du glucose et des voies d'absorption du glucose .
Une forte consommation de sirop d'agave et de fructose peut également entraîner une prise de poids importante et peut conduire à l'obésité  plus facilement que d'autres sucres.